# Heaven & Hell (computerspel)
Heaven & Hell ... live and let die! is een strategisch computerspel van MadCat Interactive Software en het is uitgegeven door CDV Software Entertainment op 15 augustus 2003 in Europa en op 2 september 2003 in de Verenigde Staten.
De speler speelt een goede of slechte god die zo veel mogelijk mensen wil bekeren. De speler en een rivaliserende god (goed versus slecht) proberen zo veel mogelijk volgelingen te krijgen door het doen van wonderen of door rampen te laten plaatsvinden. Er zijn verscheidene dorpen en de inwoners van elk dorp geloven in bepaalde mate in de speler of in de andere god of ze zijn neutraal.
Per bekeerde inwoner krijgt de speler mana waarmee hij/zij nieuwe wonderen kan uitvoeren om zo nog meer volgelingen te krijgen. De bekeerden veranderen ook hun huis ter ere van hun god. De speler kan deze huizen zegenen waardoor de inwoners gesterkt worden in hun geloof of meer mana geven. Daarnaast kunnen profeten ingezet worden om ter plekke te preken of amusementsgebouwen neer te zetten.
Tijdens het spel is er ook dag en nacht dat van invloed is op het mana-gebruik van de spelers. De goede god kan beter wonderen uitvoeren tijdens de dag terwijl de slechte speler beter wonderen kan uitvoeren tijdens de nacht. Een god die wonderen wil doen op de verkeerde helft van de dag zal meer mana moeten gebruiken.
Het spel was ook gepland voor de Xbox maar deze versie werd niet uitgebracht.